# Bledius newelli
Bledius newelli är en skalbaggsart som beskrevs av Hatch 1957. Bledius newelli ingår i släktet Bledius och familjen kortvingar. Inga underarter finns listade i Catalogue of Life.